# Юніорська збірна Люксембургу з хокею із шайбою
Юніорська збірна Люксембургу з хокею із шайбою  — національна юніорська команда Люксембургу, що представляє країну на міжнародних змаганнях з хокею із шайбою. Опікується командою Люксембурзька федерація хокею на льоду, команда бере участь у чемпіонаті світу з хокею із шайбою серед юніорських команд.

## Результати

### Чемпіонат Європи до 18 років
- 1998 — 8 місце Група D

### Чемпіонати світу з хокею із шайбою серед юніорських команд
- 1999 — 5 місце Дивізіон ІІ, Європа
- 2000 — 8 місце Дивізіон ІІ, Європа
- 2019 — 4 місце Дивізіон ІІІ, Група В
- 2022 — 2 місце Дивізіон ІІІ, Група В
- 2023 — 6 місце Дивізіон ІІІ, Група А
- 2025 — 6 місце Дивізіон ІІІ, Група В